# بيدمونت (داكوتا الجنوبية)
بيدمونت (بالإنجليزية: Piedmont, South Dakota)‏ هي مدينة تقع في الولايات المتحدة في مقاطعة ميد، داكوتا الجنوبية. يقدر عدد سكانها بـ 222 نسمة ومساحتها 0.75 كم2 وترتفع عن سطح البحر 1,064.98 متر.

## التركيبة السكانية
قام مكتب تعداد الولايات المتحدة بتحديد بيانات التركيبة السكانية لبيدمونت في تعداد الولايات المتحدة. في ما يلي، التركيبة السكانية حسب تعدادي 2000 و2010.

### تعداد عام 2000
بلغ عدد سكان بيكستون 168 نسمة بحسب تعداد عام 2000، وبلغ عدد الأسر 76 أسرة وعدد العائلات 49 عائلة مقيمة في البلدة.
وتوزع التركيب العرقي للبلدة بنسبة 85.12% من البيض و 11.31% من الأمريكيين الأصليين و 0.60% من الأمريكيين ذوي الأصول الآسيوية و 2.98% من عرقين مختلطين أو أكثر.
بلغ عدد الأسر 76 أسرة كانت نسبة 22.4% منها لديها أطفال تحت سن الثامنة عشر تعيش معهم، وبلغت نسبة الأزواج القاطنين مع بعضهم البعض 57.9% من أصل المجموع الكلي للأسر، ونسبة 2.6% من الأسر كان لديها معيلات من الإناث دون وجود شريك، وكانت نسبة 35.5% من غير العائلات. تألفت نسبة 26.3% من أصل جميع الأسر من أفراد ونسبة 6.6% كانوا يعيش معهم شخص وحيد يبلغ من العمر 65 عاماً فما فوق. وبلغ متوسط حجم الأسرة المعيشية 2.69، أما متوسط حجم العائلات فبلغ 2.21.
بلغ العمر الوسطي للسكان 44 عاماً. وكانت نسبة 19.6% من القاطنين تحت سن الثامنة عشر، وكانت نسبة 3.6% بين الثامنة عشر والأربعة وعشرون عاماً، ونسبة 28.6% كانت واقعةً في الفئة العمرية ما بين الخامسة والعشرون حتى والأربعة وأربعون عاماً، ونسبة 28.0% كانت ما بين الخامسة والأربعون حتى الرابعة والستون، ونسبة 20.2% كانت ضمن فئة الخامسة والستون عاماً فما فوق. يوجد لكل 100 أنثى 124.0 ذكر، ويوجد لكل 100 أنثى في الثامنة عشر من عمرها فما فوق 121.3 ذكر.
بلغ متوسط دخل الأسرة في البلدة 50,250 دولار، أما متوسط دخل العائلة فبلغ 55,250 دولار. وكان متوسط دخل الذكور 39,375 دولار مقابل 19,792 دولار للإناث. وسجل دخل الفرد الخاص بالبلدة 20,755 دولار.

### تعداد عام 2010
بلغ عدد سكان بيدمونت 222 نسمة بحسب تعداد عام 2010، وبلغ عدد الأسر 101 أسرة وعدد العائلات 64 عائلة مقيمة في المدينة. في حين سجلت الكثافة السكانية 765.5 نسمة لكل ميل مربع (295.6/كم2). وبلغ عدد الوحدات السكنية 110 وحدة بمتوسط كثافة قدره 379.3 لكل ميل مربع (146.4/كم2).
وتوزع التركيب العرقي للمدينة بنسبة 91.4% من البيض و 6.8% من الأمريكيين الأصليين و 0.5% من الأمريكيين الأفارقة و 0.9% من عرقين مختلطين أو أكثر.
بلغ عدد الأسر 101 أسرة كانت نسبة 23.8% منها لديها أطفال تحت سن الثامنة عشر تعيش معهم، وبلغت نسبة الأزواج القاطنين مع بعضهم البعض 53.5% من أصل المجموع الكلي للأسر، ونسبة 5.9% من الأسر كان لديها معيلات من الإناث دون وجود شريك، بينما كانت نسبة 4.0% من الأسر لديها معيلون من الذكور دون وجود شريكة وكانت نسبة 36.6% من غير العائلات. تألفت نسبة 30.7% من أصل جميع الأسر من أفراد ونسبة 12.9% كانوا يعيش معهم شخص وحيد يبلغ من العمر 65 عاماً فما فوق. وبلغ متوسط حجم الأسرة المعيشية 2.66، أما متوسط حجم العائلات فبلغ 2.20.
بلغ العمر الوسطي للسكان 43.8 عاماً. وكانت نسبة 18.9% من القاطنين تحت سن الثامنة عشر، وكانت نسبة 9.2% بين الثامنة عشر والأربعة وعشرون عاماً، ونسبة 23.5% كانت واقعةً في الفئة العمرية ما بين الخامسة والعشرون حتى والأربعة وأربعون عاماً، ونسبة 37% كانت ما بين الخامسة والأربعون حتى الرابعة والستون، ونسبة 11.7% كانت ضمن فئة الخامسة والستون عاماً فما فوق. وتوزع التركيب الجنسي للسكان بنسبة 52.3% ذكور و47.7% إناث.